# ژالمینیا
ژالمینیا (به پرتغالی: Djalma Feitosa Dias) هافبک اهل برزیل است که در شهر سانتوس و در تاریخ ۹ دسامبر ۱۹۷۰ به دنیا آمده‌است.
ژالمینیا در تیم‌های فوتبال فلامینگو ،Guarani، شیمیزو اس-پالس، پالمیراس، دپورتیوو لاکرونیا و باشگاه فوتبال آستریا وین سابقهٔ حضور دارد.